# Idris aureus
Idris aureus är en stekelart som först beskrevs av Girault 1911.  Idris aureus ingår i släktet Idris och familjen Scelionidae. Inga underarter finns listade i Catalogue of Life.